# Odontologiska Institutionen i Jönköping
Odontologiska Institutionen i Jönköping (OI) är en av Sveriges största specialisttandvårdsenheter. Verksamheten består av tre delar: specialisttandvård, utbildning av specialister inom tandvård, samt forskning och utveckling (FoU).
Huvudman är Landstinget i Jönköpings län. 
Odontologiska Institutionen i Jönköping har nio specialistkliniker och ett kompetenscenter för sällsynta odontologiska tillstånd. Större delen av OI finns sedan 2000 i Rosenlunds vårdcentrum på Hermansvägen i Jönköping. Några enheter finns på Länssjukhuset Ryhov i Jönköping och ett par i Nässjö och Värnamo.
Sedan starten 1972 har 140 specialister utbildats (januari 2010). Ett tjugotal ST-tandläkartjänster finns, av vilka 12 är solidariskt finansierade av landstingen i Sverige och övriga så kallade avtalsplatser.
År 2004 anslöts OI till fakulteten vid Jönköping University.